# Gáborjánháza, Zala
Gáborjánháza  este un sat în districtul Lent, județul Zala, Ungaria, având o populație de 66 de locuitori (2011). 

## Demografie
Componența etnică a satului Gáborjánháza
     Maghiari (100%)
Componența confesională a satului Gáborjánháza
     Romano-catolici (81,82%)
     Necunoscută (18,18%)
Conform recensământului din 2011, satul Gáborjánháza avea 66 de locuitori. Din punct de vedere etnic, majoritatea locuitorilor (100,0%) erau maghiari.  Din punct de vedere confesional, majoritatea locuitorilor (81,82%) erau romano-catolici. Pentru 18,18% din locuitori nu este cunoscută apartenența confesională.